# الرابطة الوطنية لتعليم المرأة
الرابطة الوطنية لتعليم المرأة (عُرِفَتْ سابقًا بالرابطة الوطنية للعميدات، الرابطة الوطنية للعميدات والمستشارات، الرابطة الوطنية للعميدات والمستشارات والإداريات) هي منظمة أمريكية تأسست عام 1916 من قبل لدعم العمداء من النساء في التعليم. وقد تم إغلاق الرابطة عندما تم دمجها مع الرابطة الوطنية لمسؤولي شؤون الطلاب.

## التكوين
بعد الزيادة الكبيرة لعدد النساء في التعليم العالي أواخر القرن التاسع عشر؛ ازداد كذلك عدد العميدات من النساء، وتم ترسيخ المهنة كمهنة احترافية.عام 1913 تم إنشاء برنامج الدراسات العليا في كلية المُعلمين – جامعة كولومبيا للنساء العميدات. عند إدراك الحاجة إلى مُنظمة لتنسيق التدريب والتواصل بين العمداء من النساء؛ قامت كاثرين فيليب بعْقد اجتماع غير رسمي عام 1915 بحضور الست وعشرون امرأة اللاتي يدرسن لذلك المنصب في كلية المُعلمين – جامعة كولومبيا لمناقشة الأمر. ثم عُقد الاجتماع الرسمي الأول للرابطة الوطنية للتعليم في 6 يوليو عام 1916. بدأت الرابطة بنشر الكتاب السنوي عام 1923 والمجلة العلمية عام 1938 والتي تم تحريرها بواسطة روث سترانج.

## العمل
قام الفريق عند بدأ عمل الرابطة الوطنية لعمداء النساء؛ بإجراء البحوث العلمية وتقديم المنح الدراسية، كما قامت بإصدار ونشر الكتيبات عن الطالبات وعميدات النساء. شُكلت  في عام 1935 مجموعة من الطلاب الأمريكيين، سُميت برابطة عمداء النساء والمستشارات للفتيات اصحاب البشرة السمراء في المدارس والجامعات. وبعد الحرب العالمية الثانية دعت الرابطة المنظمات ومؤسسات التعليم العالي إلى الإبقاء على النساء وتوظيفهن في مناصب صنع السياسات ودافعت عن ذلك. وبحلول عام 1950 قامت المنظمة بإدارة اجتماع سنوى وجريدة، وكان عدد أعضائها يزيد عن 1500 عضو. في عام 1951 قام أعضاء الرابطة بالتصويت لصالح الحفاظ على استقلال الرابطة وحكمها الذاتي. وفي عام 1953 عملت الرابطة مع المجلس الأمريكي للتعليم للتركيز على المرأة وإنشاء لجنة لتعليم النساء، والتي تم حلها في وقت لاحق (عام 1962).
في عام 1956 أعلن الرئيس يونيس هيلتون أن المنظمة قد أعيدت تسميتها إلى الجمعية الوطنية للنساء العاملات والمستشارات. وشهدت الستينات أعلى مستوى للالتحاق بالعضوية في الرابطة، مع استمرار المنظمة في الضغط من أجل حقوق المرأة والمساواة بينها. وفي عام 1971 صوت الأعضاء مرة أخرى على الأندماج مع الرابطات التعليمية الأخرى، والنتيجة كانت الإبقاء على نوع الجنس الواحد. وبحلول عام 1973، قررت المنظمة توسيع نطاقها لتشمل مهنًا تعليمية أخرى بعد تشريع الباب التاسع، وإعادة تسميتها إلى الرابطة الوطنية للنساء من العمداء والإداريات والمستشارات مع السماح للرجال بالانضمام إلى الرابطة.
وفي عام 1975 أصبحت الجمعية أول منظمة في الولايات المتحدة لإصدار قرار رفض عقد المؤتمرات في الدول التي لم تصدق على تعديل الحقوق المتساوية. وبحلول عام 1989 حصلت الرابطة على مسؤولية المؤتمر الوطني لقيادات النساء الطلابية الذي قدم بدوره الدعم والعلاقات المهنية والجوائز الجماعية النسائية، وواصلت نشرمبادراتها (المجلة) فضلاً عن إدارة المؤتمرات الأخرى.
وفي سبتمبر 1990 قامت الرابطة بالتصويت على تغيير اسمها إلى الرابطة الوطنية للمرأة في التعليم، وهو التعديل الذي تم تنفيذه في مؤتمر الذكرى السنوية الخامسة والسبعون للرابطة عام 1991. قامت ماريوت لإدارة الخدمات بالتبرع للرابطة ب 125,000 دولار في نيسان / أبريل 1996 لمساعدة «تطوير وتنفيذ برامج تدريب القيادات الابتكارية للنساء في التعليم» مما أدى إلى إنشاء معهد القيادات النسائية الناشئة في التعليم العالي. وفي عام 1999 أدارت الرابطة مؤتمرها الدولي الأول بشأن المرأة في التعليم العالي، بعد أن استلمته من جامعة تكساس في الباسو.

## إغلاق الرابطة
أدت زيادة المنافسة من الجمعيات الأخرى ونقص التمويل وانخفاض منظمات الجنس الواحد للمساهمة في قرار الجمعية للتوقف عن العمل في عام 2000، وتركت وراءها قدراً كبيراً من التمويل لمواصلة دعم المؤتمر الوطني لطالبات الجامعات.